# اندیس کولی کش
کولی کش یک اندیس غیرفلزی است که در حوالی شهر آباده قرار دارد و مادهٔ معدنی موجود در آن، سیلیس است. این اندیس به صورت رگه با طول چندین کیلومتر و عرض متغیر از کمتر ۱ متر تا بیش از ۳۰ متر در اطراف گردنه کولی کش قابل مشاهده است و یک پروانه بهره برداری سیلیس بر روی این اندیس با نام معدن سیلیس کولی کش صادر شده است و هم اکنون فعال می باشد.  